# Grosse Septième
La Grosse Septième est un jeu d'orgue appartenant à la famille des mutations et plus particulièrement à la sous-famille des grosses mutations.
Étymologie : de sept, parce qu’elle désigne le septième degré de l'échelle diatonique. On la dit grosse parce qu’elle parle une ou deux octaves plus bas que la septième basée sur le 8 pieds (et ses tuyaux sont donc deux ou quatre fois plus grands).

## Description
Mutation flûtée de 4 4/7 pieds généralement installée à la pédale, sur des instruments de taille assez importante. Elle correspond au septième harmonique du fondamental de 32 pieds. Rarement seule, elle cohabite presque toujours avec d’autres grosses mutations : Grosse Tierce 6 2/5, Gros Nasard 10 2/3 et Grosse Quinte 5 1/3.

## Dénominations
- Français : GROSSE SEPTIÈME, GRANDE SEPTIÈME
- Anglais : SEVENTHBASS
- Allemand : SEPTIMEBASS, GROSS SEPTIME
- Italien : SETTIMABASSA

## Occurrences
- Septième 4 4/7, Pédale: orgue Cavaillé-Coll/Boisseau (Cathédrale Notre-Dame de Paris)
- Grande Septième 4 4/7, Pédale: Orgue Cavaillé-Coll/Dargassies (Église Saint-Étienne-du-Mont, à Paris).

Dans l’orgue français, on doit citer le Théorbe de deux ou trois rangs, qui est un jeu composé destiné à la pédale et qui contient toujours un rang de grosse septième.
- Théorbe III (6 2/5, 4 4/7, 3 5/9), Pédale : Orgue Detlef Kleuker, 1981 (Église Notre-Dame des Grâces, Woluwé St-Pierre, Belgique).
- Théorbe II (4 4/7, 3 5/9), Pédale: orgue Van den Heuvel. (Église Saint-Eustache, Paris, France).